# Yuri Bóndarev
Yuri Vasílievich Bóndarev (en ruso, Юрий Васильевич Бондарев) (Orsk, 15 de marzo de 1924-Moscú, 29 de marzo de 2020) fue un escritor y político ruso.

## Biografía
Bóndarev luchó en la II Guerra Mundial, de lo que hay huellas en novelas suyas como La nieve ardiente, que narra la batalla de Stalingrado. El escritor como un artillero fue un largo camino desde Stalingrado a Checoslovaquia. 
Representante de la supuesta "prosa lírica del frente" o "prosa de soldados". Plantea la cuestión del precio de una sola vida humana durante la guerra entre los montones de víctimas y pérdidas, se dirige a los valores humanos y estudia los entresijos del decaimiento moral de un hombre por las condiciones inhumanas de la guerra.
Se graduó en 1951 en el Instituto Máximo Gorki de Literatura. Su primera colección de narraciones se tituló En un largo río (На большой реке, 1953). Su novela Las últimas salvas (Последние залпы, 1959) fue adaptada al cine en 1961. Su literatura de carácter antistalinista trata generalmente temas éticos y de elección personal. 
Sus libros han sido traducidos al inglés. 
En cuanto a su vida política, durante los años noventa participó en la oposición nacional-comunista, como líder del FNS. Fue miembro del comité central de línea dura del Partido Comunista de la RSFSR durante los últimos días de la era Gorbachov; en julio de 1991 firmó la publicación anti perestroika Una palabra para el pueblo.
Es un Héroe del Trabajo Socialista, fue dos veces galardonado con la Medalla al Valor y dos veces con la Orden de Lenin, Orden de la Revolución de Octubre, Orden de la Bandera Roja del Trabajo.
Falleció a los noventa y seis años en su domicilio de Moscú el 29 de marzo de 2020.

## Obras escogidas
- «Родственники» (1969) - Parientes
- «Горячий снег» (1969) - La nieve ardiente
- «Тишина» (1962) - La calma
- «Двое» (1964) - Dos
- «Берег» (1975) - Orilla (Premio Estatal de la URSS)
- "Выбор" (1980) - Alternativa (Premio Estatal de la URSS)
- "Игра" (1985) - Juego
- "Искушение" (1991) - Tentación
- "Непротивление" (1996) - Teoría de la no violencia
- "Бермудский треугольник" (1999) - El Triángulo de las Bermudas
- "Без милосердия" (2004) - Sin misericordia

## Adaptaciones cinematográficas
- Películas basadas en sus obras